# マリア (ユーゴスラビア王妃)
マリア・ア・ロムニエイ（セルビア語表記：Краљица Марија Карађорђевић, ルーマニア語表記：MărioaraまたはMaria de România, 1900年1月6日 - 1961年6月22日）は、ユーゴスラビア王アレクサンダル1世の王妃。

## 生涯
父はのちのルーマニア王フェルディナンド1世、母はイギリス女王ヴィクトリアの孫娘にあたるマリア妃。母方の祖父であるザクセン＝コーブルク＝ゴータ公アルフレートの住まいのあるゴータ（現在のドイツ・テューリンゲン州の町）で生まれた。母マリアが父フェルディナントと不仲であったため、マリアはフェルディナント1世の実子ではないとする説が強い。兄にカロル2世、姉にギリシャ王妃エリサベタ、妹にトスカーナ大公妃イレアナがいる。

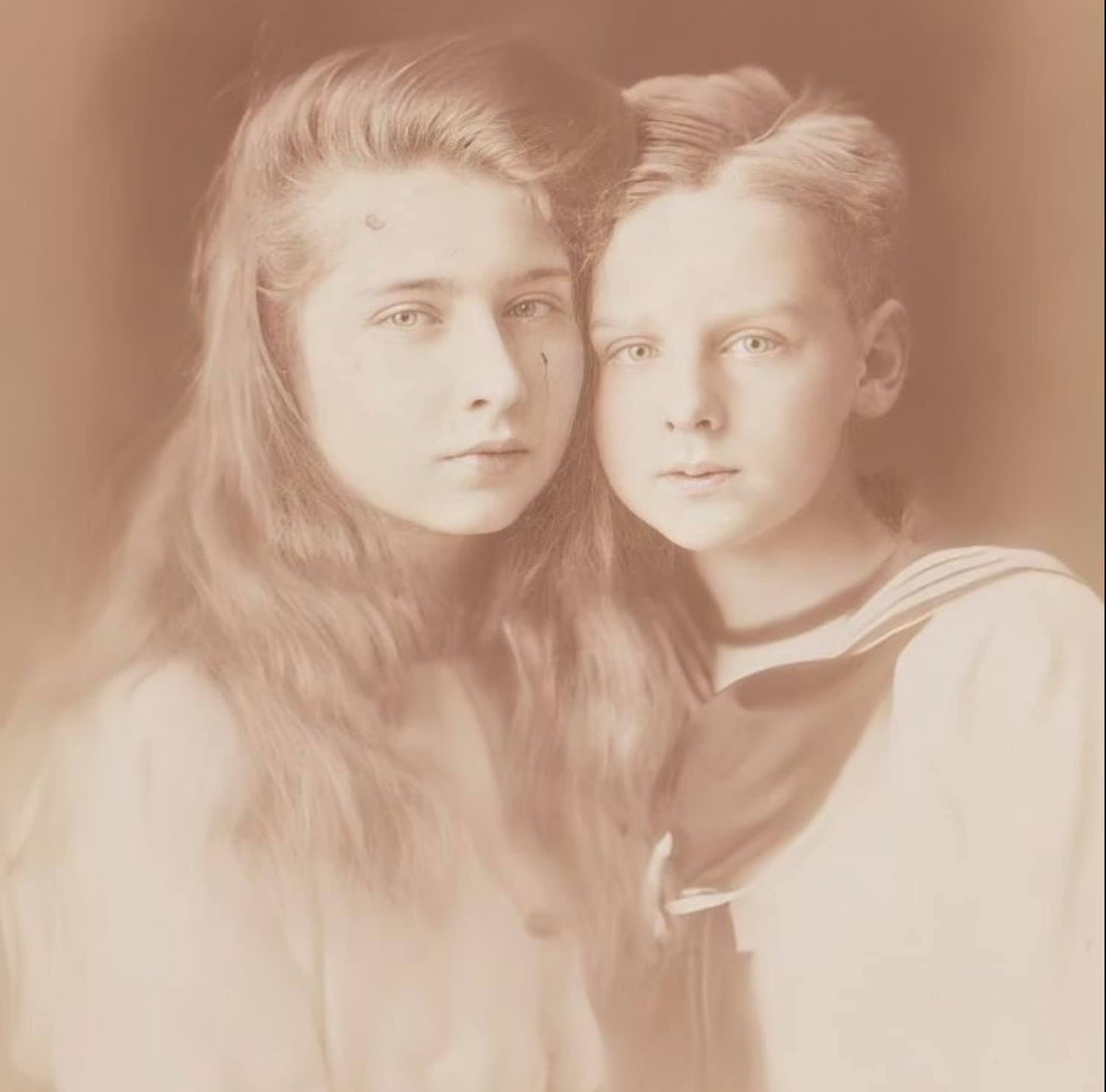
弟ニコラエ王子と

家族からは「ミニョン(Mignon)」の愛称で呼ばれた。

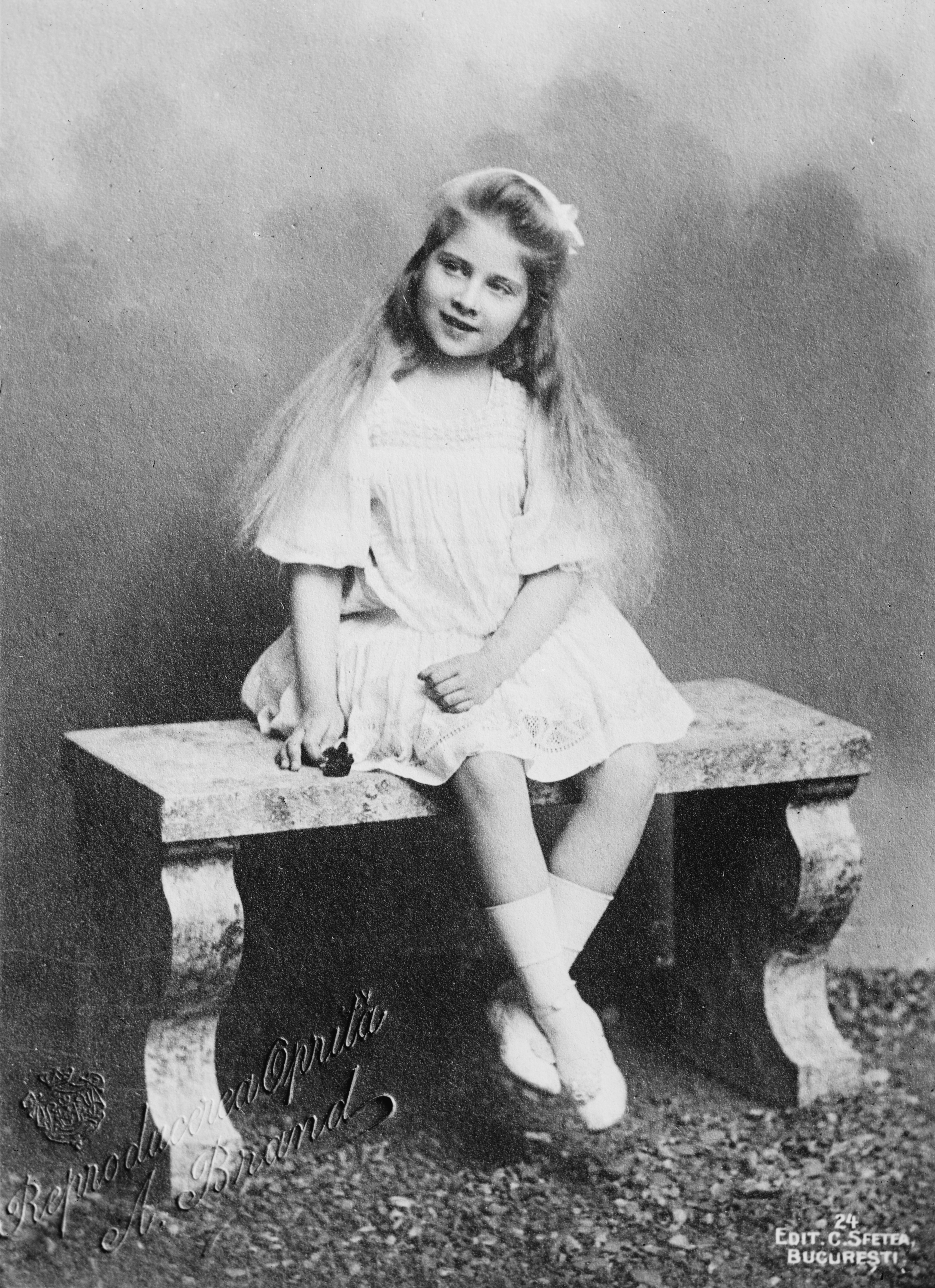
1909年

母のマリア王妃は自伝で「彼女(ミニョン)の髪は亜麻色の巻き髪で、顔色はまるで淡いピンクの貝のようで、本物のキューピットの弓のような口をしていて、どちらかと言えば眠そうな瞳は、彼女の髪よりかなり暗い色合いのはっきりとした眉と長いまつ毛の下にありました」と娘の愛らしさを綴っている。
1922年6月、セルブ＝クロアート＝スロヴェーン王国の王アレクサンダルと結婚。1929年に王国はユーゴスラビア王国と改名している。2人の間には3子が生まれた。
- ペータル2世（1923年 - 1970年） - ユーゴスラビア王
- トミスラヴ（1928年 - 2000年）
- アンドレイ（1929年 - 1990年）

1934年に夫アレクサンダルが暗殺されると、長男のペータルが即位、マリアには1941年に王太后（Queen mother）の称号が贈られた。第二次世界大戦後、王国の崩壊とともにイギリスへ亡命。1961年にロンドンで没し、ウィンザー城近郊にあるイギリス王室の王立墓地フログモアに埋葬された。
2013年、長男ペータル2世の改葬に併せて、ペータル2世とその妃アレクサンドラ、三男アンドレイの棺とともに、マリアの棺もオプレナツの聖ジョルジェ教会にあるカラジョルジェヴィチ家の大霊廟に改葬されることとなり、4月29日にフロッグモアに埋葬されていたマリアの棺がベオグラードに移された。5月26日に、セルビア王族、トミスラヴ・ニコリッチ大統領やイビツァ・ダチッチ首相ら政府関係者、ヨルダン国王アブドゥッラー2世やケント公爵エドワード王子など海外の王族らが参列し、ペータル2世らの棺とともに大霊廟に改葬された。

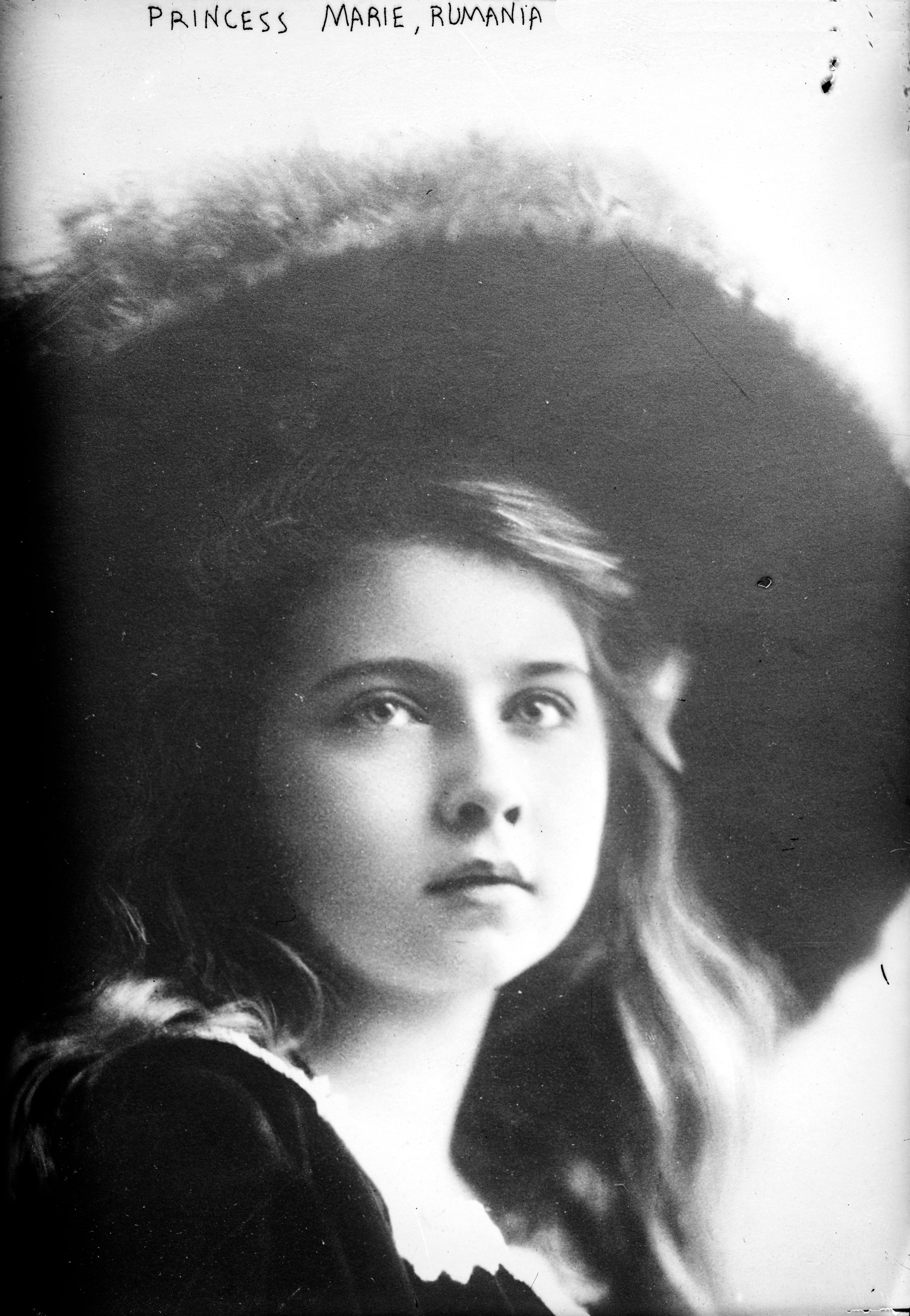
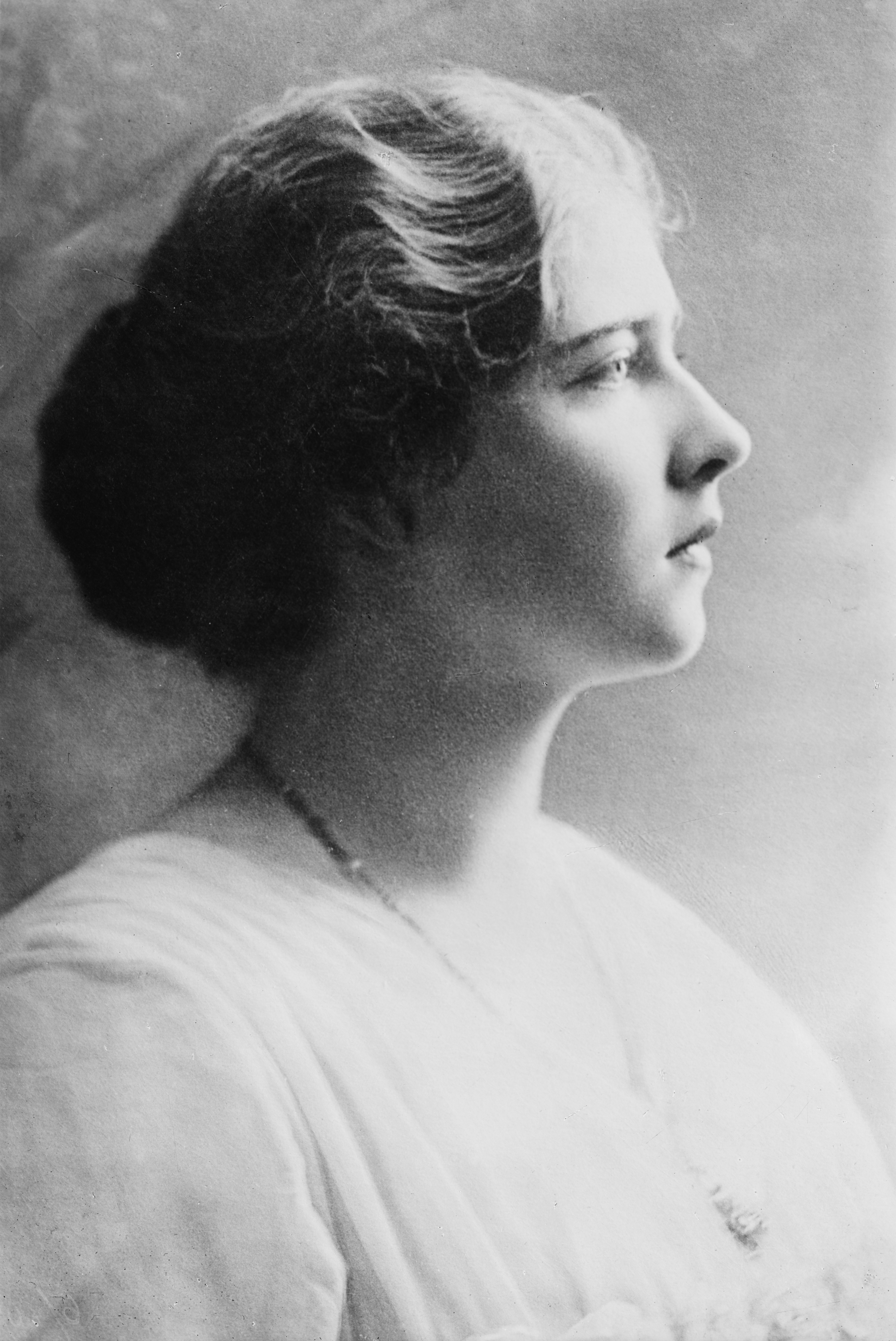
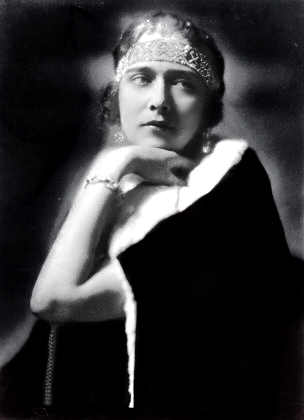